# Randersacker (Adelsgeschlecht)

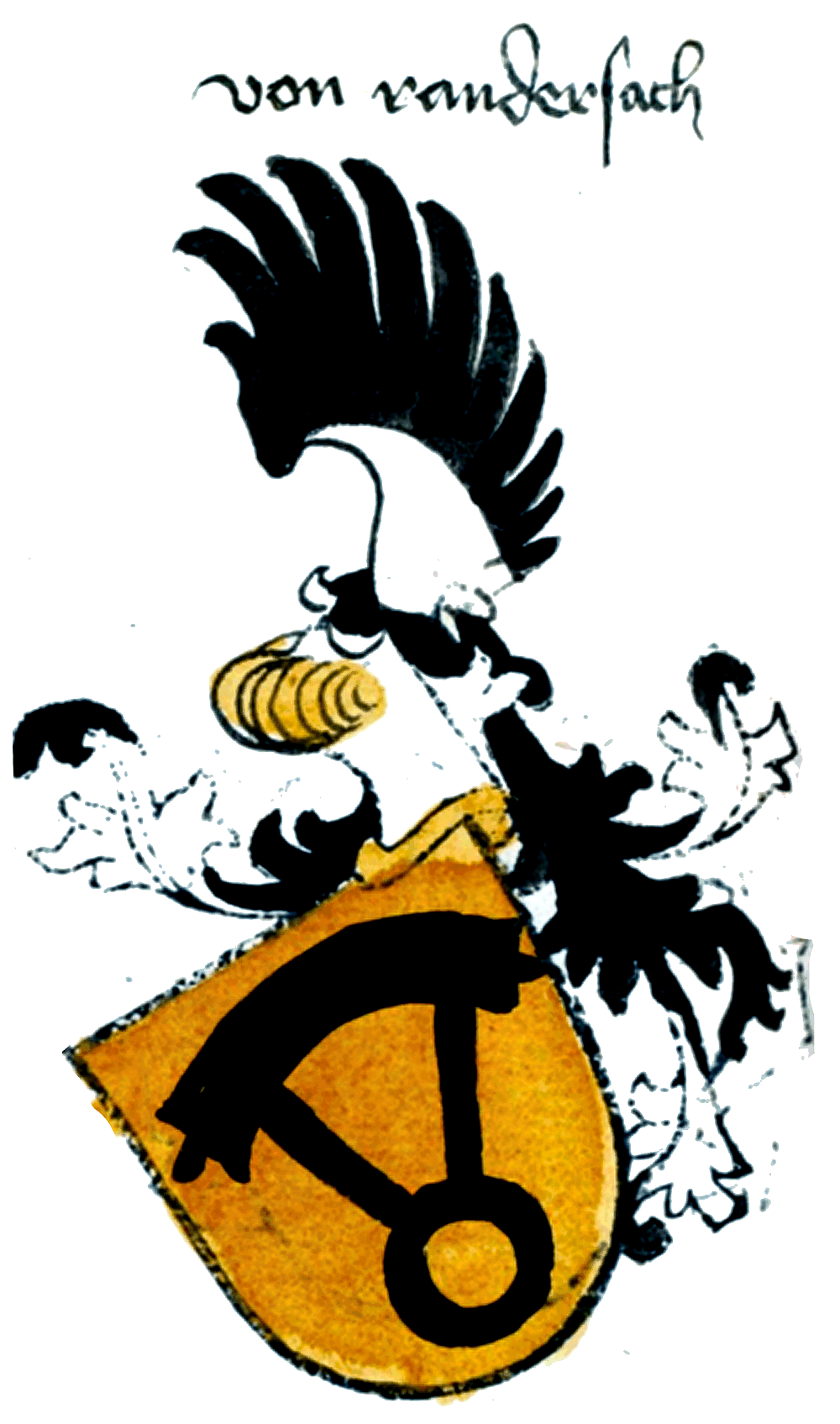
Wappen derer von Randersacker

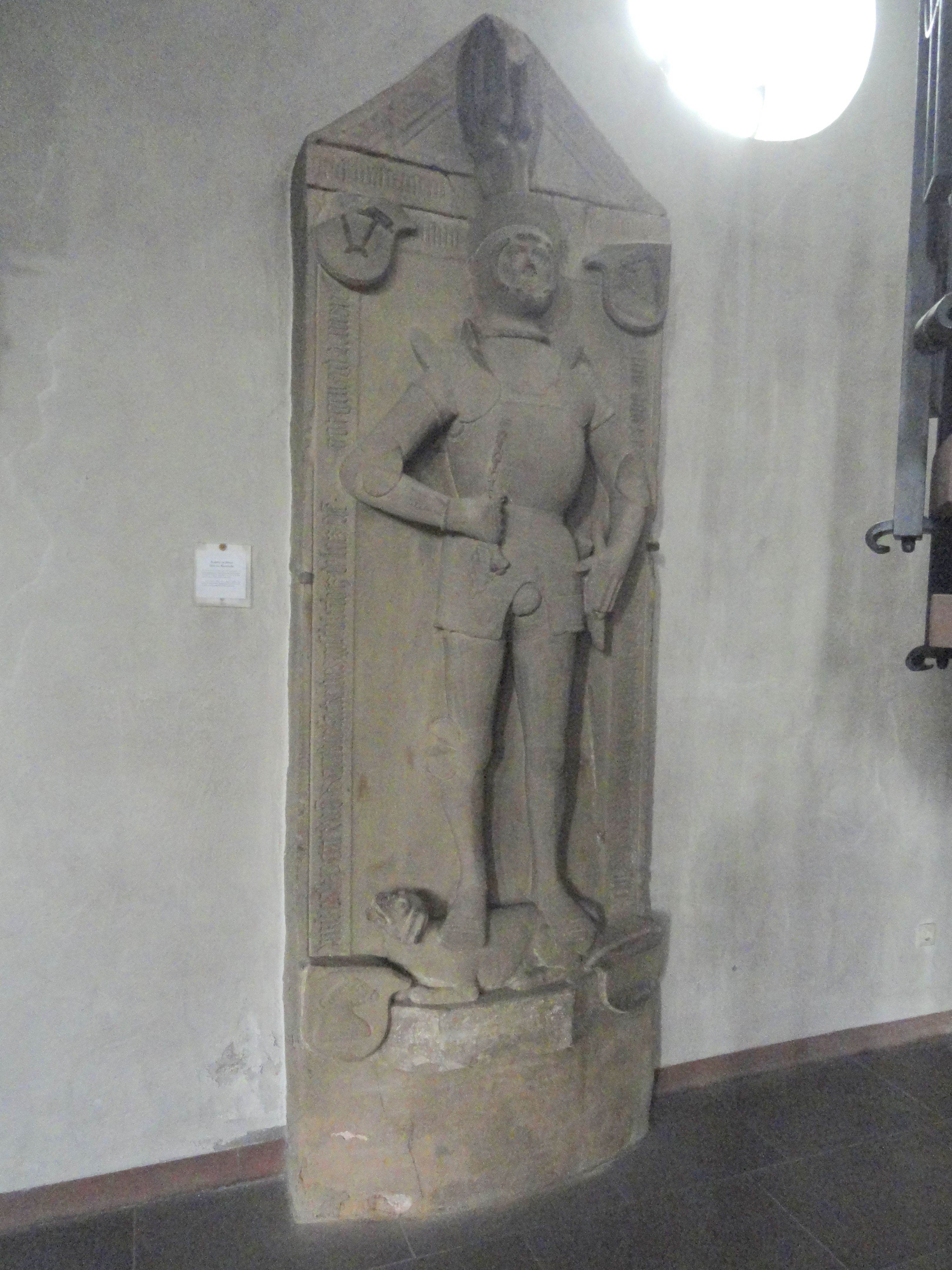
Grabmal des Peter von Randersacker

Die Familie von Randersacker war ursprünglich ein niederadeliges Ministerialengeschlecht im Dienst der Würzburger Bischöfe.

## Geschichte
Namensgebender Ort ist Randersacker, heute ein Markt im unterfränkischen Landkreis Würzburg. Die Familie war in den Ritterkantonen Odenwald und Steigerwald organisiert.
Der Genealoge Johann Gottfried Biedermann hat im 18. Jahrhundert in seinem Band über den Kanton Steigerwald einen Familienstammbaum veröffentlicht. Die Familie ist stammesverwandt mit der Familie von Sande und führt ein identisches Wappen. Im Zisterzienserinnenkloster Himmelspforten befindet sich ein Epitaph eines Familienmitglieds. Wie die Familie Kruse von Sande unterhielt der Zweig von Randersacker enge Kontakte zum Orden der Zisterzienser. Das Kloster Heilsbronn besaß in Randersacker den sogenannten Heilsbronner Hof, der die Klöster vor allem mit Wein belieferte. Im 14. Jahrhundert hatten die Herren von Randersacker unter anderem Besitz im Leinachtal. Im Jahre 1540 starb das Geschlecht mit Peter von Randersacker (begraben in der Würzburger Franziskanerkirche) aus.

## Wappen
Das Wappen zeigt in Gold ein schwarzes Radviertel. Auf dem Helm mit schwarz-silbernen Helmdecken ein schräg von Schwarz über Silber geteilter Flug.

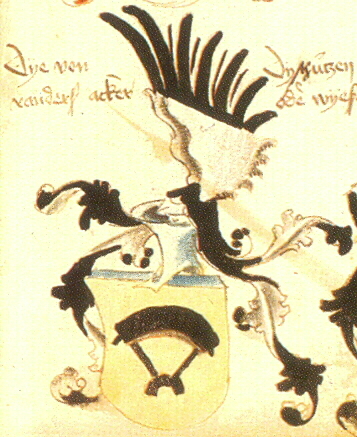
Familienwappen im Ingeram-Codex
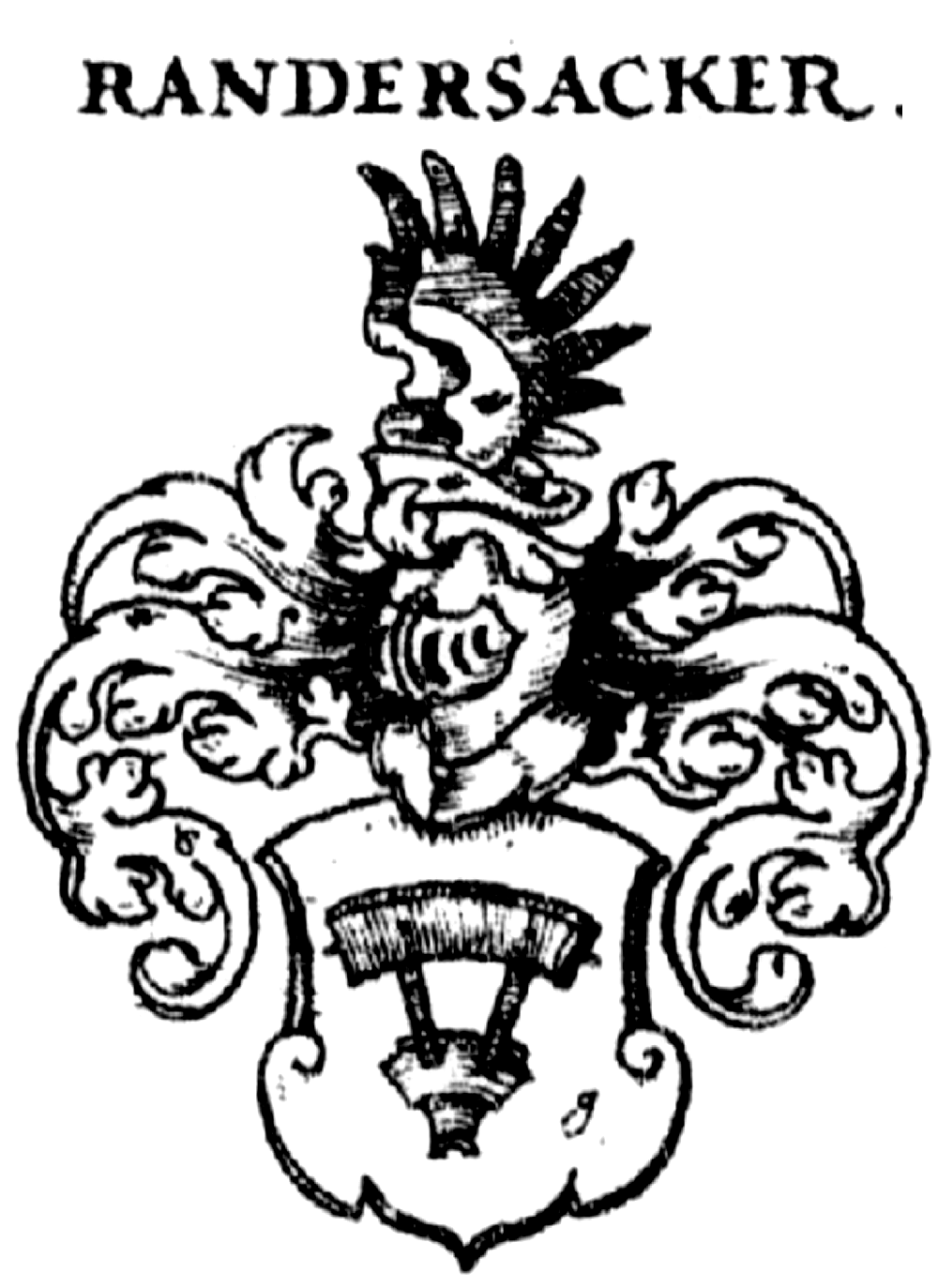
Abbildung in Siebmacher Wappenbuch 1702